# Emmanuella Atora Eyeghe
Emmanuella Atora Eyeghe, née le 3 mai 1996 à Libreville, est une taekwondoïste gabonaise.

## Carrière
Lors des championnats d'Afrique 2023 à Abidjan, elle obtient la médaille d'argent dans la catégorie des moins de 57 kg, s'inclinant en finale contre la Tunisienne Chaima Toumi.
Elle est la porte-drapeau de la délégation gabonaise aux Jeux africains de 2023 à Accra et participe aux Jeux olympiques d'été de 2024 à Paris.